# Chantal Pauwels
Chantal Pauwels is een Belgisch voormalig politicus voor Groen!.

## Levensloop
Pauwels - op dat moment zittend districtsvoorzitster te Antwerpen - was lijsttrekster op de Agalev-kieslijst bij de lokale verkiezingen van 2000 in Antwerpen. Ze werd verkozen en aangesteld als schepen voor sport, emancipatie, informatie, samenlevingsopbouw en communicatie in de stad Antwerpen van 2000 tot 2006. Tijdens de Visa-affaire, waarin verschillende Antwerpse politici en topambtenaren werden beschuldigd van corruptie, werd Pauwels aangeklaagd omdat ze een onkostennota tweemaal had ingediend. Pauwels sprak van een administratieve vergissing van een van haar medewerkers. Ze werd volledig vrijgesproken.
Omwille van de schandaalsfeer die ontstaan was nam ze echter in maart 2003, net zoals het hele college van burgemeester en schepenen ontslag. Op 9 mei 2003 werd ze opnieuw schepen in het vernieuwde college. In oktober van datzelfde jaar kwam ze opnieuw in opspraak toen het Vlaams Blok stelde dat ze een private woning van het OCMW zou huren voor een uitzonderlijk laag bedrag. Toenmalig OCMW-voorzitster Monica De Coninck stelde echter dat de lage huurprijs een gevolg was van de zeer slechte staat van de woning, en dat Pauwels op eigen kosten renovatiewerken had uitgevoerd.
In de aanloop naar de lokale verkiezingen 2006 kwam het tussen Pauwels en Erwin Pairon enerzijds en Mieke Vogels anderzijds tot een conflict over het lijsttrekkerschap. Het lijsttrekkerschap werd tot eindelijk toegekend aan Freya Piryns en Pauwels werd verwezen naar de 3de plaats op de kieslijst. De uitslag van Groen! viel echter tegen en Pauwels werd niet herkozen. Eind 2006 kwam het tot een breuk tussen de politica en de partij, en verliet ze Groen!
Ze werd vervolgens zakelijk leider van het Ballet van Vlaanderen. Een functie die ze uitoefende tot ze in 2013 ontslagen werd na de samensmelting van het Ballet van Vlaanderen met de Vlaamse Opera. Sinds 2014 is ze werkzaam bij de Beurs voor Diamanthandel.